# Список правителів королівства Островів

Герб короля Островів

Володар Островів або Лорд Островів (шотландський гельський: Triath nan Eilean або Rìgh Innse Gall; англ: The Lord of the Isles) - історичний титул шотландських правителів, що виходить за межі Королівства Шотландії. 
З'явився в середні віки у низки змішаних вікінгів/гельських правителів західного узбережжя та островів Шотландії, які керували морськими походами та захоплювали сусідні острови. Хоча часом вони були номінальними васалами королів Норвегії, Ірландії чи Шотландії, острівні володарі залишалися функціонально незалежними протягом багатьох століть. Їх територія включала Гебридські острови (Скай і Росс з 1438 р.), Кнойдарт, Арднамерхан та півострів Кінтайр. В період своєї могутності вони були найбільшими землевласниками та наймогутнішими лордами у Британії після королів Англії та Шотландії. 
Джон Макдональд II, четвертий Лорд Островів, уклав у 1462 році таємну угоду з англійським королем Едуардом IV, завдяки якому він прагнув стати незалежним правителем.
У 1475 р. король Шотландії Яків III виявив змову Володаря островів і конфіскував його землі й титул . Пізніше Макдональд відновив своє становище, але Яків IV знову позбавив його титулів у 1493 році після того, як його племінник підняв повстання. 
Кінець правління лордів Макдональд припав на 1493 рік, коли всі колишні володіння й титул Макдональда II були захоплені королем Шотландії Яковом IV. З цього часу клан Макдональд оскаржував право Якова IV на титул Володаря Островів, повстання і заколоти проти монарха Шотландії були довготривалими. 
У 1540 році король Шотландії Яків V остаточно передав титул Володар Островів спадкоємцю шотландської Корони.
Пізніше титул Володаря островів отримав Герцог Розесей, старший син і спадкоємець короля Шотландії.
Ці два титули, після входження Шотландії до Королівства Великої Британії носить принц Уельський. Таким чином принц Вільям є нинішнім Володарем Островів.

## Список правителів Королівства Островів
Перелік володарів Гебридських островів з 848 року. У 1156 році засновано династію королівства Мена та Островів, згодом лише королівства Островів. Засновано норвезьким аристократом Сомерледом. Від одного з його синів походить клан Макдугалл. В подальшому трон посів клан МакДональдів. 1318 року визнано зверхність Шотландії. Відтоді звалися панами (лордами) Островів. 1493 року завершилося самостійне володарювання.
Королі Гебридських островів
- Торір, 848-853
- Гофред ма Фергус, 853—872

### Династія Лодброка
- Готфред, 872
- Івар, 872—873
- Олаф, 873—890
- Кетілл Бьйорнсон, 890—900

### Гельська династія
- Гебеачан 900—941

### Династія Лодброка
- Олаф II, 941—980
- Маккус Гаральдсон, 980—990
- Готфред II, 980—989

### Династія Хлодвірсонів
- Гіллі, 990—1000, ерл Гебридів

### Династія Лодброка
- Рагнальд, 1000—1005

### Династія Хлодвірсонів
- Сігурд I, 1005—1014, ерл Гебридів
- Ейнар Сігурдсон, 1014—1016

### Династія Ладе
- Гакон I, 1016—1029, васал Англії і Данії

### Династія Лодброка
- Олаф III, 1030—1034

### Династія Хлодвірсонів
- Торфін Сігурдсон, 1034—1058
- Ехмарках, 1058—1061

## Королі Мена і Островів

### Династія Хенселайг
- Мурхад мак Діармайта, 1061—1070
- Діармайт мак Майл на м-Бо, 1070—1072
- Готфред III, 1072—1074
- Фінгал мак Готфред, 1074—1079

### Династія Крована
- Гофред IV, 1079—1094
- Легман, 1095—1098 (вперше)

### Поза династій
- Магнус I, 1098—1102
- Сігурд II, 1102—1103

### Династія Крована
- Легман, 1103—1110 (вдруге)

### Династія Браяна
- Домналл мак Тайдг, 1111—1112

### Династія Крована
- Олаф IV, 1112—1152
- Гофред V, 1154—1156

### Династія Гілла
- Сомерлед, 1156—1164

## Королі Островів
- Дугал I, 1164 — бл. 1200, король Аргайлу
- Ангус, 1164—1210, король Гарморану
- Ранальд, 1164—1209, король Гебридських островів

### Королі Аргайлу (династія Макдугалл)
- Дункан, 1200–1247:
- Дугал II, бл. 1200 — 1235:
- Юен I, 1247—1249, з 1248 року також король Островів (вперше)
- Дугал III, 1249—1266
- Юен I, 1255—1270 (вдруге)
- Олександр, 1270—1309

### Королі Гебридів (династія Макдональд)
- Дональд, 1209–1250
- Успак, 1230
- Ангус I, 1250–1295
- Олександр Ог, 1295—1299
- Ангус II, 1299–1318

## Лорди Островов
- Джон I, 1318—1387
- Дональд, 1387—1423
- Олександр, 1423—1449
- Джон II, 1449—1493